# Stéphane Sarrazin
Stéphane Sarrazin, francoski dirkač Formule 1, * 2. november 1975, Alès, Languedoc-Roussillon, Francija.
Stéphane Sarrazin je upokojeni francoski dirkač Formule 1. V svoji karieri je nastopil le na dirki za Veliko nagrado Brazilije v sezoni 1999, kjer je z dirkalnikom Minardi odstopil v enaintridesetem krogu. Do leta 2001 je bil testni dirkač za moštvo Prost Grand Prix, v letu 2002 pa za moštvo Toyote.

## Popoln pregled rezultatov
(legenda) (odebeljene dirke pomenijo najboljši štartni položaj, poševne pa najhitrejši krog, †-uvrščen kljub odstopu)
| Leto | Moštvo                 | Šasija      | Motor   | 1   | 2       | 3   | 4   | 5   | 6   | 7   | 8  | 9   | 10  | 11  | 12  | 13  | 14 | 15  | 16  | Prv | Toč |
| ---- | ---------------------- | ----------- | ------- | --- | ------- | --- | --- | --- | --- | --- | -- | --- | --- | --- | --- | --- | -- | --- | --- | --- | --- |
| 1999 | Fondmetal Minardi Ford | Minardi M01 | Ford V8 | AVS | BRA Ret | SMR | MON | ŠPA | KAN | FRA | VB | AVT | NEM | MAD | BEL | ITA | EU | MAL | JAP | NC  | 0   |